# 핑산구 (번시시)

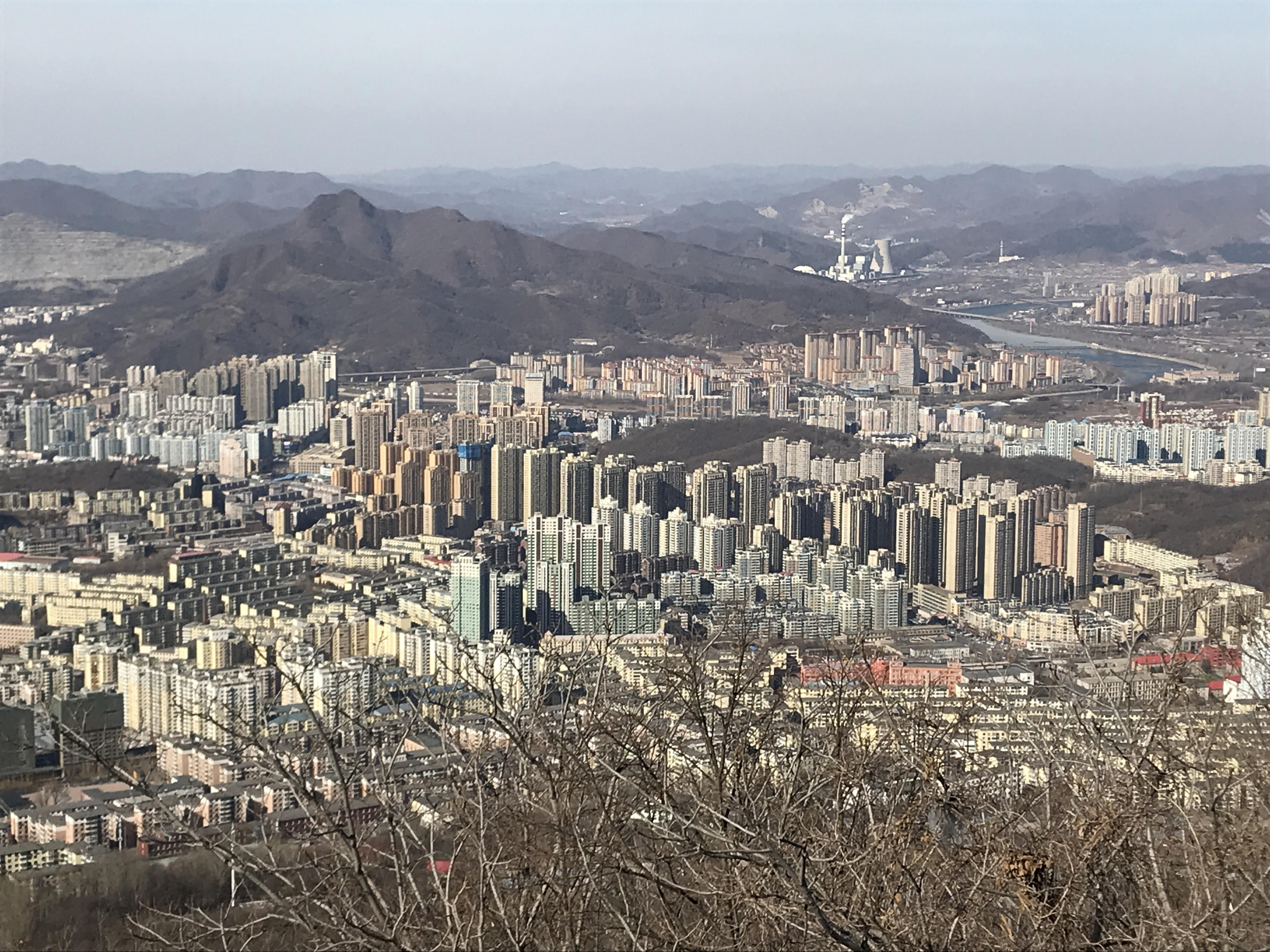

핑산구(한국어: 평산구, 중국어 간체자: 平山区, 정체자: 平山區, 병음: Píngshān Qū)는 중화인민공화국 랴오닝성 번시 시의 행정 구역이다. 넓이는 177km2이고, 인구는 2007년 기준으로 340,000명이다.

## 행정 구역
8개 가도, 1개 진을 관할한다.
- 가도: 南地街道, 工人街道, 平山街道, 东明街道, 崔东街道, 站前街道, 千金街道, 北台街道.
- 진: 桥头镇.